# 陆钟祚
陆钟祚（1913年—2001年），男，江苏苏州人，中国电子学家、教育家，曾任南京工学院教授、博士生导师。